# 笹尾古墳
笹尾古墳（ささおこふん）は、奈良県大和郡山市小泉町にある古墳。形状は円墳。史跡指定はされていない。

## 概要
| 古墳名         | 形状       | 築造時期      | 史跡       |
| -------------- | ---------- | ------------- | ---------- |
| 小泉大塚古墳   | 前方後円墳 | 3c末-4c初頭   | 県指定     |
| 富雄丸山古墳   | 円墳       | 4c後半        | なし       |
| 郡山新木山古墳 | 前方後円墳 | 4c末-5c初頭   | 陵墓参考地 |
| 六道山古墳     | 前方後円墳 | 5c末-6c初頭   | なし       |
| 小泉東狐塚古墳 | 前方後円墳 | 6c前半-中葉   | （消滅）   |
| 割塚古墳       | 円墳       | 6c前半-中葉   | 市指定     |
| 小泉狐塚古墳   | 円墳       | 6c後半-7c初頭 | （消滅）   |
| 笹尾古墳       | 円墳       | 6c末-7c前半   | なし       |

奈良盆地西縁、富雄川西岸の矢田丘陵南斜面に築造された古墳である。1981年度（昭和56年度）に発見され、発掘調査が実施されている。
墳形は円形で、直径約27メートルを測る。墳丘周囲には幅約4メートルの周溝が巡る。埋葬施設は両袖式の横穴式石室である。石室全長12.5メートルを測る大型石室であり、石室内では朱塗りの家形石棺片が認められている。石室内は盗掘に遭っており、調査では須恵器のみが出土している。また平安時代には官人の木棺墓として、鎌倉時代には祭祀・信仰の場として再利用されており、それぞれ関連遺物が出土している。
築造時期は、古墳時代後期-終末期の6世紀末-7世紀前半頃と推定される。大型石室墳ながら近年に発見された珍しい例であり、一帯の古墳では割塚古墳・小泉狐塚古墳に後続する時期と想定され、小泉大塚古墳以来の首長墓系譜上に位置づけられる古墳になる。

## 遺跡歴
- 平安時代、官人の墓として再利用。
- 鎌倉時代、祭祀・信仰の場として再利用。
- 1981年（昭和56年）11月、国立療養所松籟荘病院（現在の国立病院機構やまと精神医療センター）内の宿舎の基礎工事の際に石室発見[2]。
- 1982年（昭和57年）2月、保存のための発掘調査（奈良県立橿原考古学研究所、1983年に概要報告）[2]。

## 埋葬施設

石室俯瞰図

石室展開図

埋葬施設としては両袖式横穴式石室が構築されている。石室の規模は次の通り。
- 石室全長：12.5メートル
- 玄室：長さ4.50メートル、幅2.63メートル（中央）、高さ2.2-2.6メートル
- 羨道：長さ8.0メートル、幅1.81-1.98メートル、高さ1.7-1.85メートル

石室の石材は、竜田川付近の花崗岩を主とする。玄室は、奥壁2段積み、東壁4段積み、西壁3段積みで、天井石は2枚である。玄室の床面には扁平な石材を敷く。羨道では、東壁に2枚、西壁に1枚の巨石を立て、他は3-4段積みとする。羨道から墓道の床面下には排水溝が認められる。
石室内の調査では、朱塗りの二上山産凝灰岩製の家形石棺の破片のほか、須恵器片が出土している。また、平安時代には木棺を使用した官人の木棺墓として再利用されており、羨道東壁に沿って炭化木棺材・釘・黒色土器や大理石製の石帯・巡方が出土しているほか、楕円形状の朱・炭化物の集積遺構や柱穴7基の柱列遺構が認められている。同様の平安時代の墓としての再利用は、小泉狐塚古墳でも知られる。さらに、鎌倉時代には祭祀・信仰の場として再利用されており、瓦器が散在するほか、焼土・灰の混じる土坑3基が認められている。

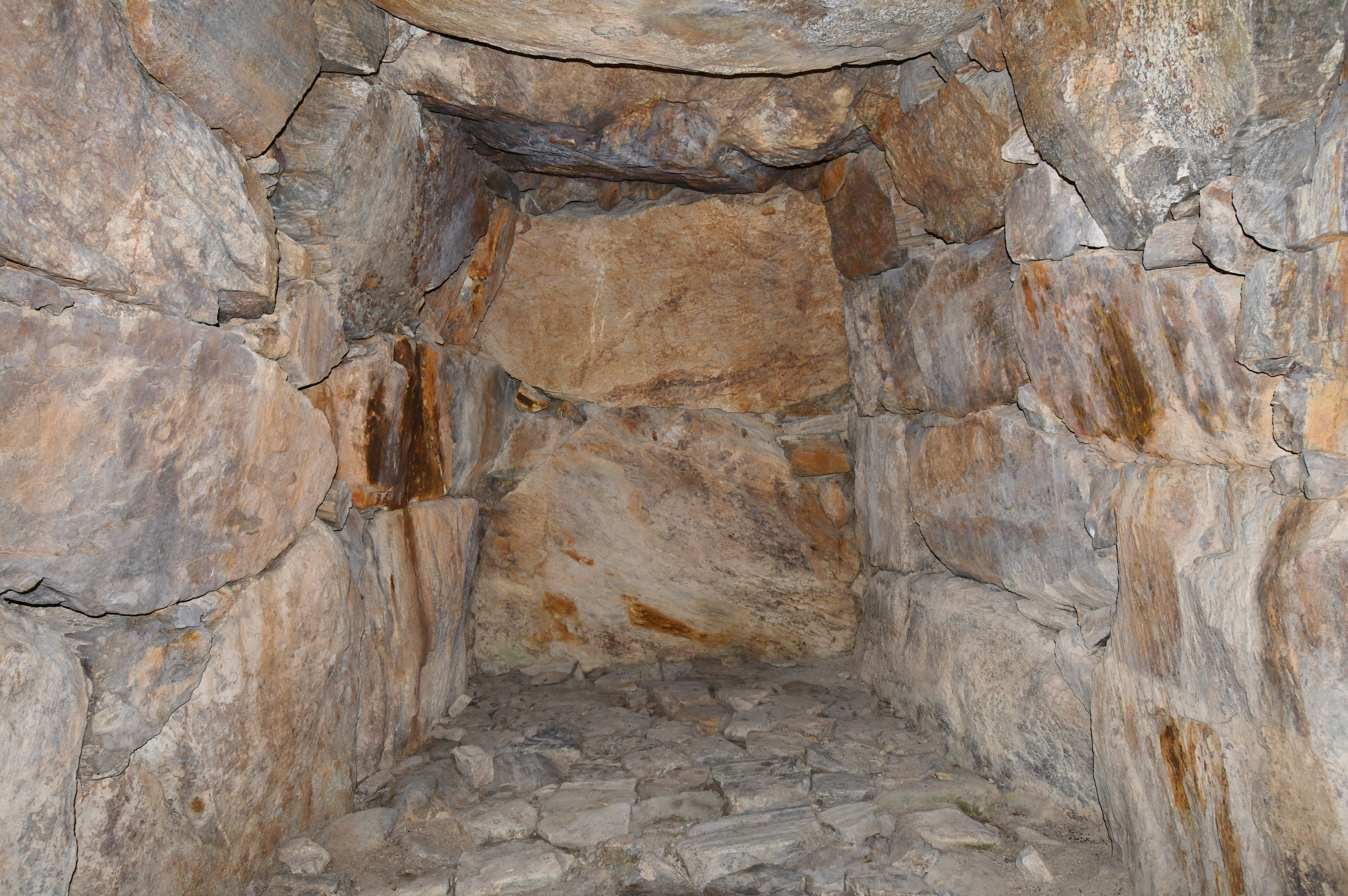
玄室（奥壁方向）
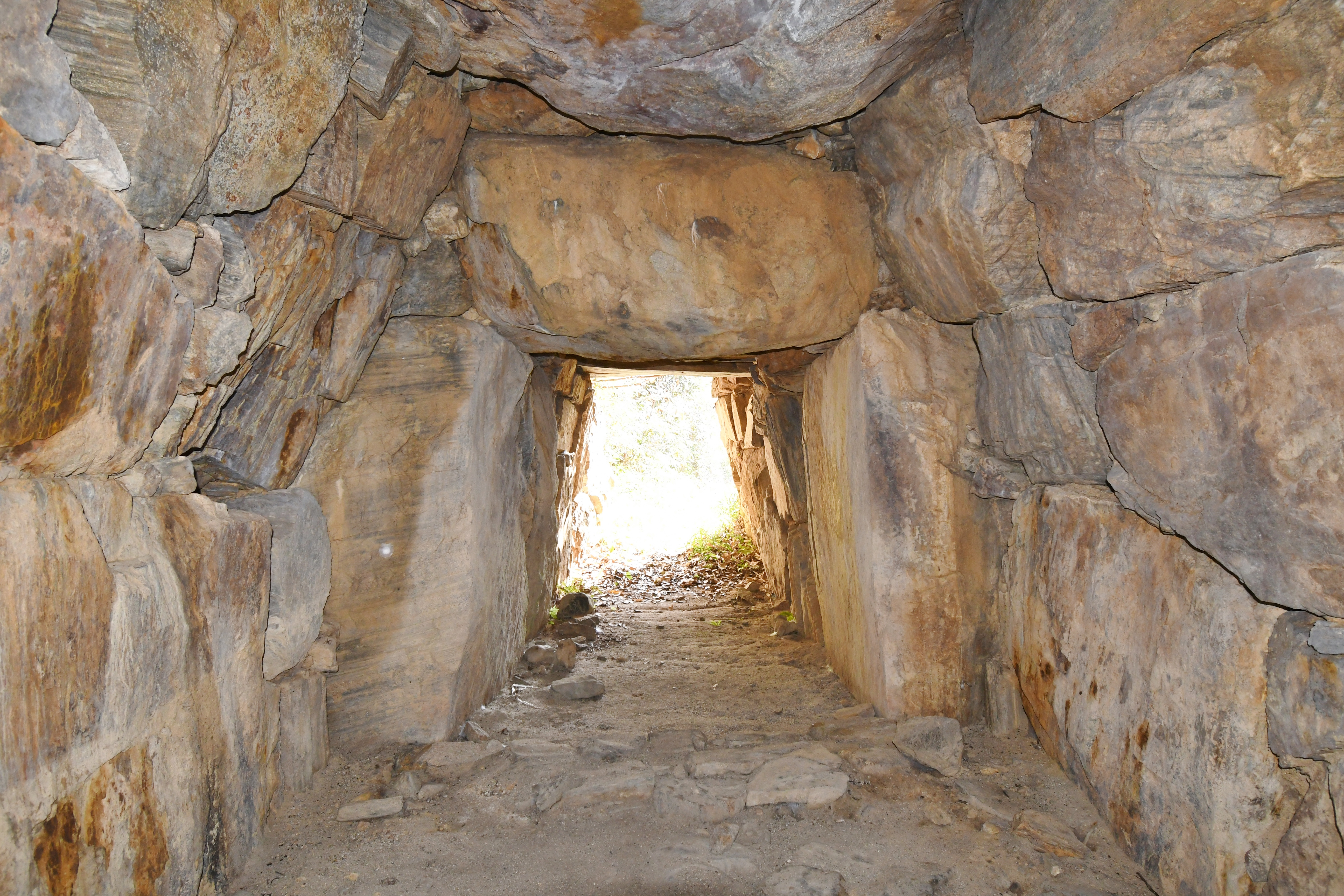
玄室（開口部方向）
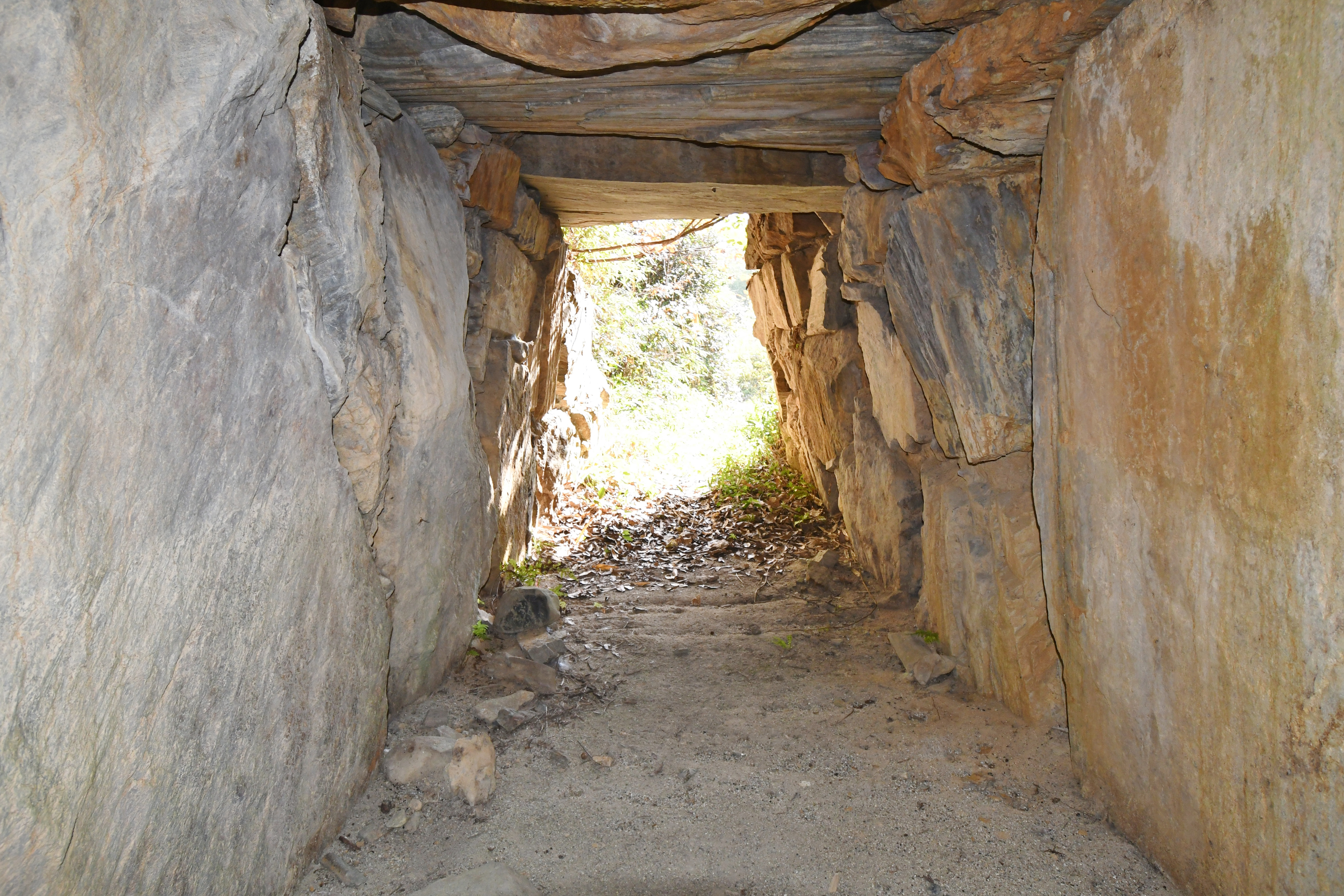
羨道（開口部方向）
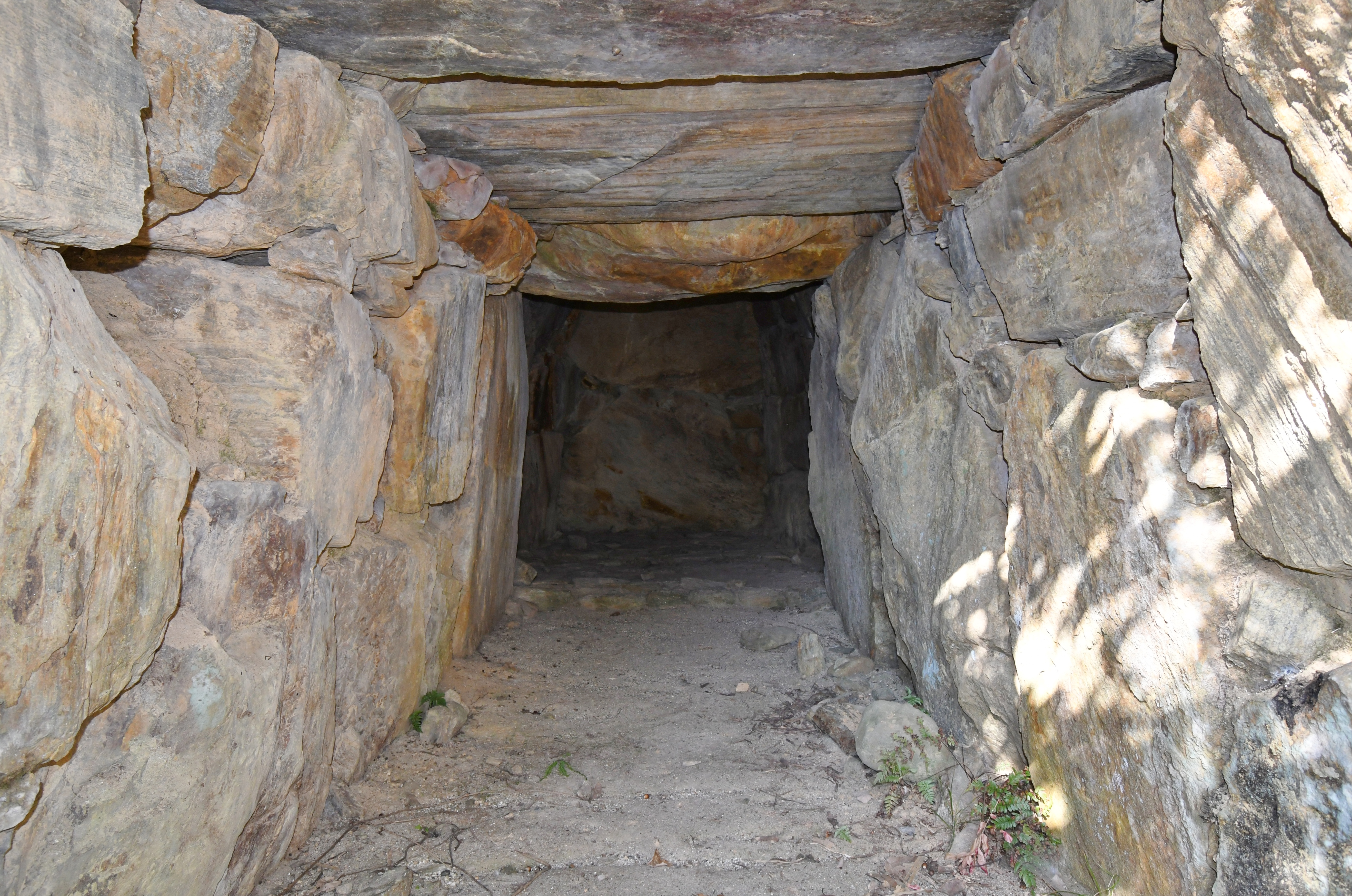
羨道（玄室方向）
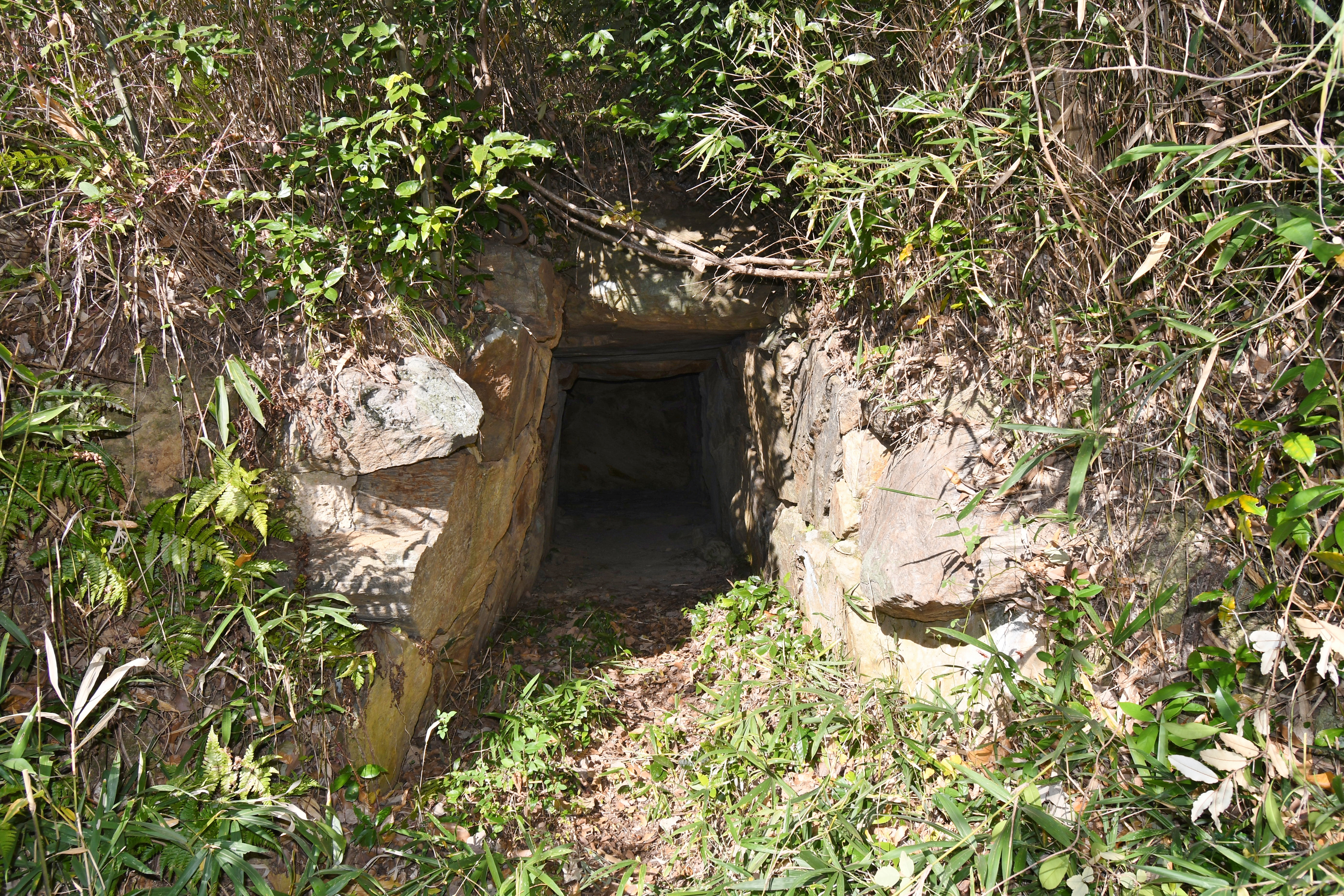
開口部